# Slagdijkstermolen
Slagdijkstermolen – wiatrak w miejscowości Finkum, w gminie Leeuwarderadeel, w prowincji Fryzja, w Holandii. Młyn powstał w 1864 r. Był restaurowany w latach 2006-2007. Ma on dwa piętra, przy czym powstał na jednopiętrowej bazie. Jego śmigła mają rozpiętość 18,00 m. Wiatrak służył głównie do pompowania wody za pomocą śruby Archimedesa.